# 大塩天満宮
大塩天満宮（おおしおてんまんぐう）は、兵庫県姫路市にある神社（天満宮）。正式名称は天満神社。旧社格は郷社。秋季例大祭で奉納される毛獅子が兵庫県の重要無形民俗文化財となっている。

## 祭神
主祭神
- 菅原道真（スガワラノミチザネ）

配祀神
- 天穂日命（アメノホヒノカミ）
- 大己貴命（オオナムチノカミ）

## 歴史
神社由緒の大筋は、菅原道真が大宰府に左遷される途上で氏子地域に立ち寄ったことを由縁に、天神山（円山）山麓、旧大塩村（大塩町）字伊屋ヶ谷の伊屋明神（天穂日命、大己貴命）に菅公を奉祀、後に菅公が主神、在来の神が配祀となって天満宮を称したという内容である。
『播磨国内神名帳』の印南郡の項で、大塩天満宮氏子地域内にあったとされるものに、伊屋明神と旧小林村（別所町小林）字賀茂の賀茂明神がある。現在、賀茂明神は氏子地域外である別所町北宿（旧北宿村）の氏神・加茂神社として残っており、旧大塩荘（荘園名、大塩・別所・北宿・小林・北脇・西浜・牛谷の各旧村、中世は大塩氏が支配、現在の姫路市大塩町、別所町、高砂市北浜町）内において氏子別れ、分祀や合祀が行われていたことが窺える。また、その過程について幾つかの伝承があるため、元宮について神社由緒以外の説が2つある。
1つ目は、山麓の伊屋明神に菅公を祀ったのではなく、天神山に天満神社を創建しており、それが元宮であるという説。この天満神社に伊屋明神や賀茂明神が合祀されたとも言われている。2つ目は、旧小林村の賀茂明神が元宮で、菅公、伊屋明神が合祀されたという説。賀茂明神については、ある時期に氏子別れがあり、旧別所村（別所町別所）は日吉神社、旧北宿村は加茂神社を創建し分離独立したと言われている。神社由緒を含めていずれの場合も、その後の南方の人口増加に伴って旧社殿地に遷宮されたという内容となる。
明治時代になって、天満宮の神宮寺であった天台宗玉樹山潮照寺とその末寺・実相院が廃寺となる。松浦武四郎の選んだ聖跡二十五霊社の1つに、岩神社が檜笠天神として選ばれた。平成10年、新社殿を造営し、大塩駅前の旧社殿地から駅南側の現在地に移転。

## 境内社
- 伊勢神社 中央殿 - 天照皇大神 右殿 - 八幡大神（応神天皇・神功皇后・玉依姫命）左殿 - 春日大神（天児屋根命）
- 豊受神社 中央殿 - 豊受大神 右殿 - 恵美酒大神（事代主命）左殿 - 熊野大神（進雄命）
- 塩釜神社 - 味耜高彦根神・塩土爺神 配祀 住吉大神
- 稲荷神社 - 宇迦之御魂神
- 愛宕神社 - 迦具土神

## 年間行事
- 歳旦祭・大護摩祈願祭（1月1日）
- とんど祭り・初謡曲（1月15日）
- 初天神祭（1月25日）
- 節分祭・星祭（2月3日）
- 春期例大祭・献華式（3月25日）
- 大祓・輪抜祭（6月30日）
- 天神祭（7月25日）
- 秋季例大祭（10月14日、15日）

10月14日、15日に行われる。一ツ物神事、御面掛神事が行われ、屋台（太鼓台）練りと毛獅子舞が奉納される。
- 神立祭（いづもまいり）（10月24日）
- 七五三祭（11月15日）
- 終天神祭（12月25日）
- 大祓・除夜祭（12月31日）
- 国恩祭（臨時祭、11年毎）

国恩祭は天保の大飢饉をきっかけに行われるようになった臨時祭である。毎年、旧印南郡の11社、旧加古郡の11社から、両郡の1社ずつが催行する輪番制。

## 祭事

### 一ツ物神事・御面掛神事
一ツ物神事は氏子代表として男子の稚児が神前において献酌を行う神事である。神と接触することを目的として行われるようになったようで、一ツ物の稚児は依り代として神聖視されていた。烏帽子姿で、顔に化粧をし、魔除けとして額に「・・」の印（位星、アヤツコ）を入れる。かつては旧大塩村の東西から1名ずつ選ばれ、地面に足をつけないように馬に乗っての宮入が行われていたが、現在は氏子8ヶ丁から各1名ずつ一ツ物が選ばれ、肩車での宮入となっている。御面掛神事は、神前において白尉の面をつけ、翁が謡い舞う神事である。能楽の式三番とは形式が異なるが、千歳と翁の神歌、翁の舞が行われ、同じように翁が依り代となっている。
この二つの神事は、神霊の憑依や「童」や「翁」が神に近い存在であるという考えが元になっており、古い信仰の名残といえる。一ツ物や頭人のような稚児を依り代とする神事は、かつては多く神社で行われていたが、近隣では廃止されているところが多い。近隣の神社のほとんどが祭礼において渡御を行うこと、大塩天満宮と同じように渡御を行わない曽根天満宮（高砂市曽根町）で古式に則った一ツ物神事が行われていることから、近隣の神社の祭礼では、渡御を行う神幸祭としての性格が強くなり、一ツ物神事が廃止されたのではないかと考えられる。

### 屋台

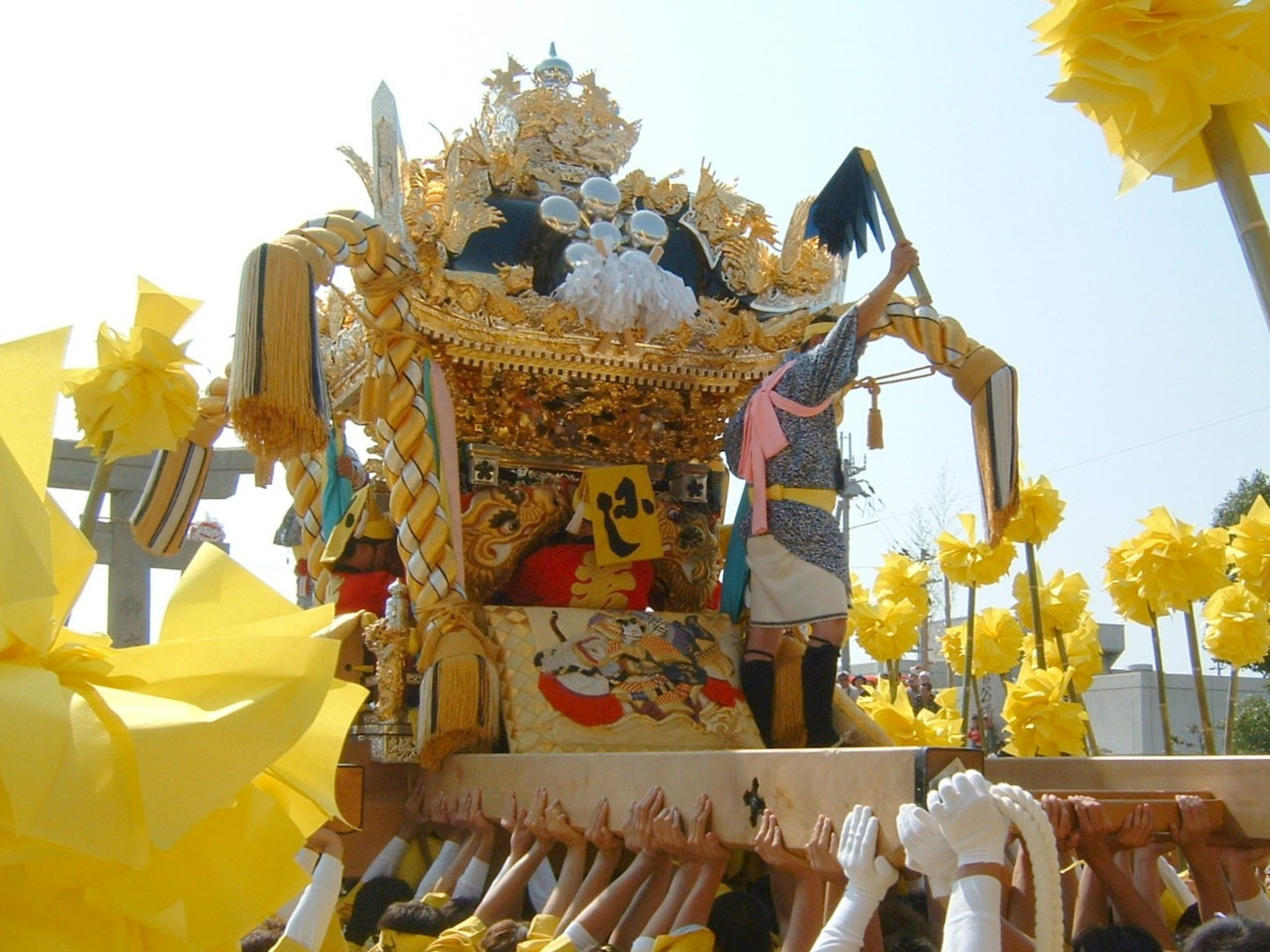
秋季例大祭 西之丁屋台（太鼓台）宮入

屋台は大塩町4地区（東之丁・宮本丁・中之丁・西之丁）、北浜町2地区（北脇丁・西浜丁）の6台が練り出される。
- 東之丁 平成20年（2008年）新調
丁のカラーは青。棟に光り輝く金の梅鉢が特徴。伊達綱の裾を持ち上げ欄干に掛ける独特の飾り方は、昔の大塩の伝統を守っている。
- 宮本丁 平成18年（2006年）新調
丁のカラーは赤。斗組は黒檀で制作され、代々の宮本屋台に受け継がれている。屋台新調時に伊達綱の色を金一色から赤色に金に変更され、宮本丁独自のものとなった。
- 中之丁 平成15年（2003年）新調
丁のカラーは白に紺。均整のとれた屋台は白を基調とし、水切りの龍、総才端の鏡の龍、欄干男柱の龍の頭は鋳物で造られている。
- 西之町 平成30年（2018年）新調
丁のカラーは黄色。荒々しい祭りの中で先々代は100年間耐え抜いた堅牢な棟が自慢だった。大塩では唯一太鼓を叩く時に片手を外に出す「ブイ差し」を行っている。
- 北脇邑 平成18年（2006年）新調
邑のカラーは白に赤。屋台新調時に新調された四頭の獅子の正隅のうち、一頭だけは北脇邑の毛獅子とひょっとこをモデルに彫刻されたものである。
- 西濱村 平成16年（2004年）新調
丁のカラーは緑。伊達綱は昭和中頃に使われていたものを参考にし、緑色に金を配し銀の縁取りが取り入れられた。水切り金具の「一富士二鷹三茄子」は西濱村の特徴の一つである。

### 毛獅子

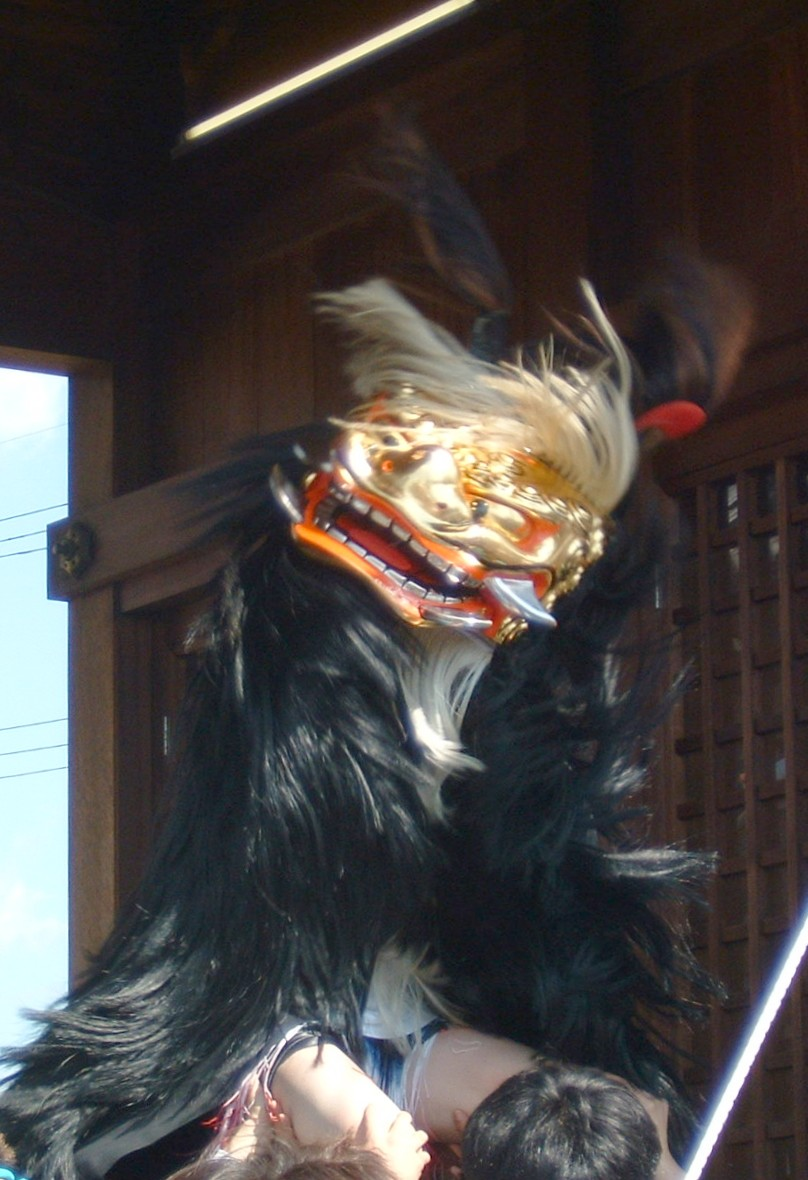
東之丁毛獅子 道中舞

獅子は毛獅子と呼ばれるもので、胴幌（油単）一面が毛で覆われており、獅子の野性味を舞で表現する。道中舞（舞い子を数人で担ぎあげて鳥居から拝殿前まで舞い進む）と地舞がある。俗に、鎌倉、室町時代に起源があると言われている。屋台の6地区に北浜町牛谷、別所町小林を加えた計8頭が舞を奉納する。昭和63年に姫路市の、平成元年に兵庫県の重要無形民俗文化財に指定された。
大塩の獅子舞にはそれぞれ舞い方に特徴があり、屋台を持つ6丁にはそれぞれ物語がつけられている。
- 北脇丁 暗い洞窟に潜んで神の恩恵を受けない獅子が牡丹の花に誘われて外に出て来る様子を舞う。
- 西濱丁 明るみに出た獅子は、神の恩恵を受けて万物が生き生きと繁栄している世界を初めて眺め、生を歓喜して舞う。
- 西之丁 晴れ晴れとした実り豊かな広場に躍り出た獅子は、限りなき天地の神の恩恵に歓喜して舞う。
- 中之丁 歓喜と感謝に充ちあふれ、獅子が興奮の絶頂に達する様子を表現して舞う。
- 宮本丁 感謝の喜びを表して激しく舞う獅子にも、ようやく疲れの色が見え始める。
- 東之丁 神の恩恵に歓喜した獅子は、再び元気を取り戻し、天を仰いで舞い納める。
- 牛谷丁、小林丁 物語はなく、独特の舞いを表現している。

日吉神社（別所町別所）、加茂神社（別所町北宿）においても毛獅子が奉納されており、旧大塩荘の全域で毛獅子が舞われている。毛獅子は別所方面から大塩方面へと伝わったと言われている。

## 現地情報
所在地
- 兵庫県姫路市大塩町汐咲一丁目50

交通アクセス
- 最寄駅：山陽電鉄大塩駅下車後、徒歩すぐ